# Saint-Vallier-sur-Marne
Saint-Vallier-sur-Marne és un municipi francès situat al departament de l'Alt Marne i a la regió del Gran Est. L'any 2007 tenia 184 habitants.

## Demografia

### Població
El 2007 la població de fet de Saint-Vallier-sur-Marne era de 184 persones. Hi havia 65 famílies de les quals 12 eren unipersonals (12 dones vivint soles i 12 dones vivint soles), 24 parelles sense fills i 29 parelles amb fills.
La població ha evolucionat segons el següent gràfic:
Habitants censats

### Habitatges
El 2007 hi havia 72 habitatges, 66 eren l'habitatge principal de la família, 1 era una segona residència i 5 estaven desocupats. 67 eren cases i 5 eren apartaments. Dels 66 habitatges principals, 52 estaven ocupats pels seus propietaris, 8 estaven llogats i ocupats pels llogaters i 6 estaven cedits a títol gratuït; 4 tenien tres cambres, 26 en tenien quatre i 37 en tenien cinc o més. 43 habitatges disposaven pel capbaix d'una plaça de pàrquing. A 30 habitatges hi havia un automòbil i a 31 n'hi havia dos o més.

### Piràmide de població
La piràmide de població per edats i sexe el 2009 era:
| Homes | Edats   | Dones |
| ----- | ------- | ----- |
| 0     | 95 o +  | 0     |
| 0     | 90 a 94 | 0     |
| 0     | 85 a 89 | 0     |
| 0     | 80 a 84 | 8     |
| 8     | 75 a 79 | 0     |
| 4     | 70 a 74 | 4     |
| 0     | 65 a 69 | 4     |
| 0     | 60 a 64 | 0     |
| 4     | 55 a 59 | 0     |
| 12    | 50 a 54 | 12    |
| 4     | 45 a 49 | 8     |
| 0     | 40 a 44 | 0     |
| 8     | 35 a 39 | 4     |
| 4     | 30 a 34 | 0     |
| 4     | 25 a 29 | 4     |
| 4     | 20 a 24 | 8     |
| 0     | 15 a 19 | 0     |
| 0     | 10 a 14 | 4     |
| 0     | 5 a 9   | 4     |
| 0     | 0 a 4   | 8     |

## Economia
El 2007 la població en edat de treballar era de 112 persones, 81 eren actives i 31 eren inactives. De les 81 persones actives 77 estaven ocupades (43 homes i 34 dones) i 4 estaven aturades (2 homes i 2 dones). De les 31 persones inactives 9 estaven jubilades, 9 estaven estudiant i 13 estaven classificades com a «altres inactius».

### Ingressos
El 2009 a Saint-Vallier-sur-Marne hi havia 66 unitats fiscals que integraven 174,5 persones, la mediana anual d'ingressos fiscals per persona era de 17.927 €.

### Activitats econòmiques
Dels 6 establiments que hi havia el 2007, 3 eren d'empreses de comerç i reparació d'automòbils, 1 d'una empresa de transport i 2 d'empreses de serveis.
L'any 2000 a Saint-Vallier-sur-Marne hi havia 7 explotacions agrícoles.

## Poblacions més properes
El següent diagrama mostra les poblacions més properes.